# Dominicaanse voetbalbond
De Dominica Football Association of Dominicaanse voetbalbond (DFA) is de voetbalbond van Dominica. De voetbalbond werd opgericht in 1970 en is sinds 1994 lid van de CONCACAF. In 1994 werd de bond lid van de FIFA. 
De voetbalbond is onder meer verantwoordelijk voor het voetbalelftal van Dominica en de nationale voetbalcompetitie, de Premiere Division.

## President
De huidige president (december 2018) is Etienne Glen.